# Tàu hủ ky

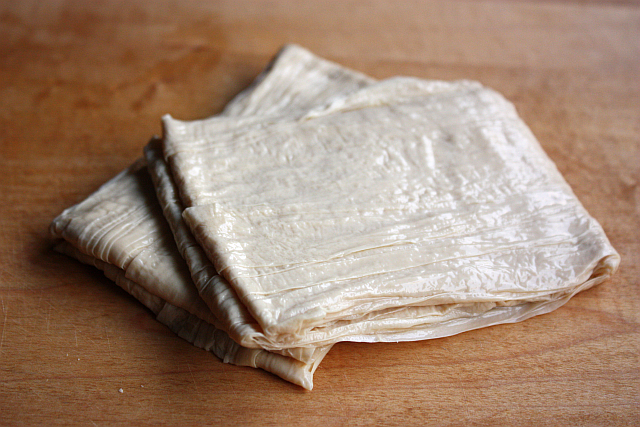
Tàu hủ ky

Tàu hũ ky hay còn gọi là phù trúc (phụ trúc) hoặc váng đậu là một sản phẩm làm từ đậu nành. Trong quá trình nấu đậu, một lớp đậu mỏng chứa đạm và chất béo sẽ hình thành trên bề mặt nồi sữa đậu. Người ta sẽ vớt lớp màng mỏng này và phơi khô để thành tàu hũ ky.

## Từ nguyên
Tàu hủ ky là từ mượn trong tiếng Tiều 豆腐支, trong khi phù trúc/phù chúc mượn từ tiếng Quảng Đông (tiếng Trung: 腐竹; Việt bính: fu6 zuk1)

## Chế biến
Tàu hủ ky có thể được ăn ở dạng tươi hay khô. Tàu hủ ky được dùng trong các món chay, ragu, cà ri và để gói các loại há cảo Trung Quốc, gói chả giò.
Tàu hủ ky thường mỏng và rất dính, nên thường được xếp thành một xấp khi bán. Trước khi dùng, người ta cũng thường chiên sơ để tàu hủ ky được cứng hơn.

## Các loại tàu hủ ky

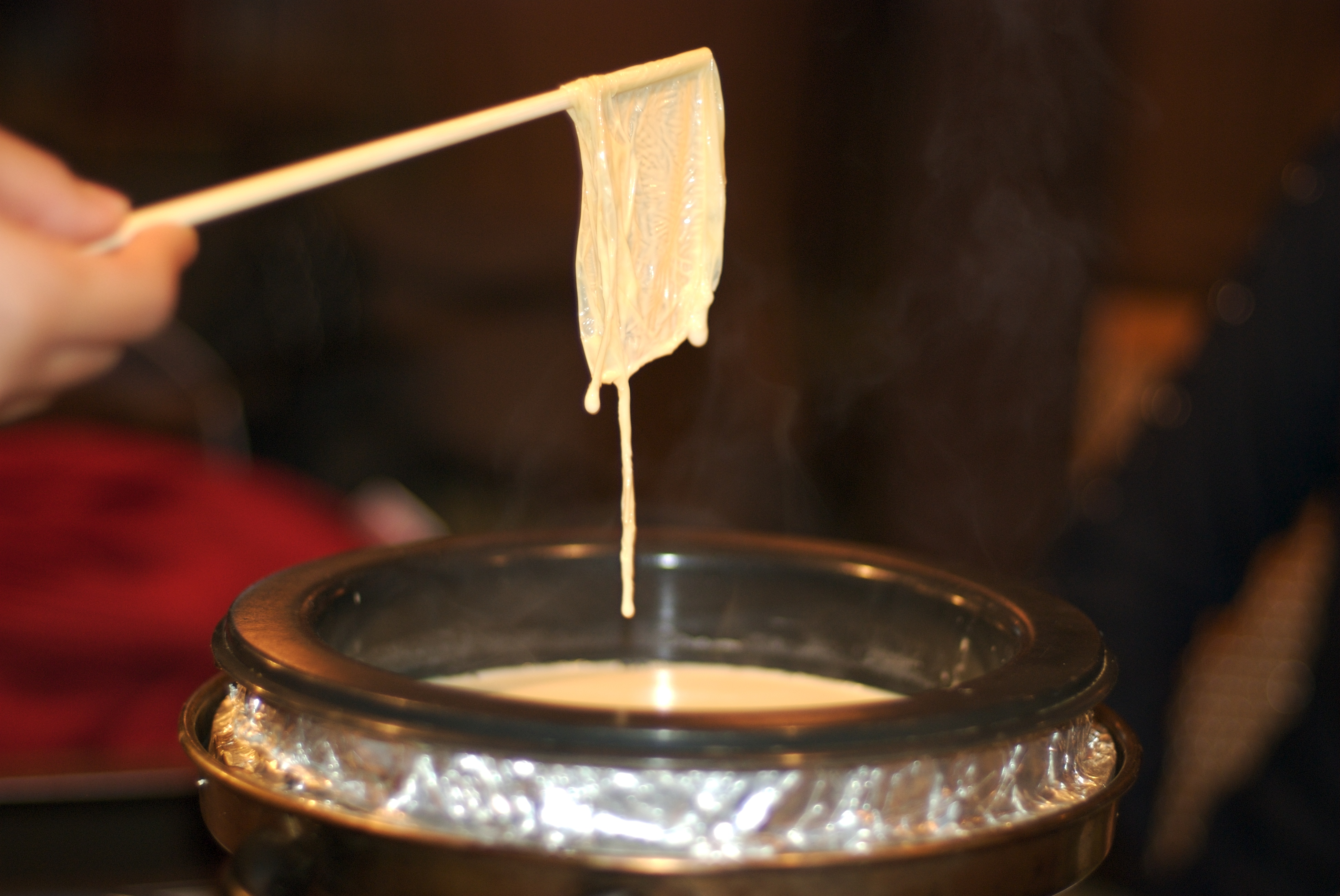
Hớt lớp váng đậu từ trong nồi sữa đậu nành để làm tàu hủ ky.

### Tươi, khô và gần khô
Có ba loại cơ bản cùng với nhiều loại khác:

### Phù trúc
Tàu hủ ky ở dạng miếng to và dài được gọi theo âm Hán Việt là "phụ trúc" (tiếng Trung phổ thông:腐竹= fǔ zhú; tiếng Quảng: fu6 zuk1).

## Hình ảnh

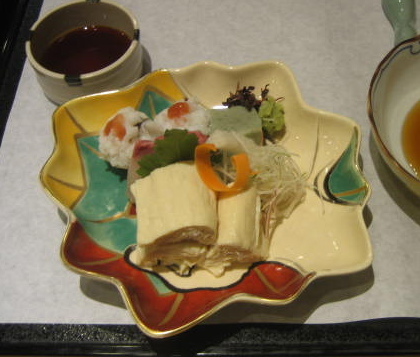
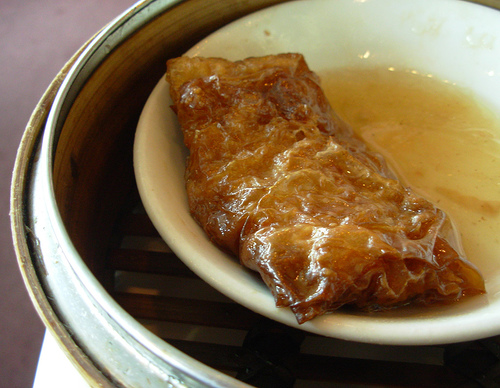
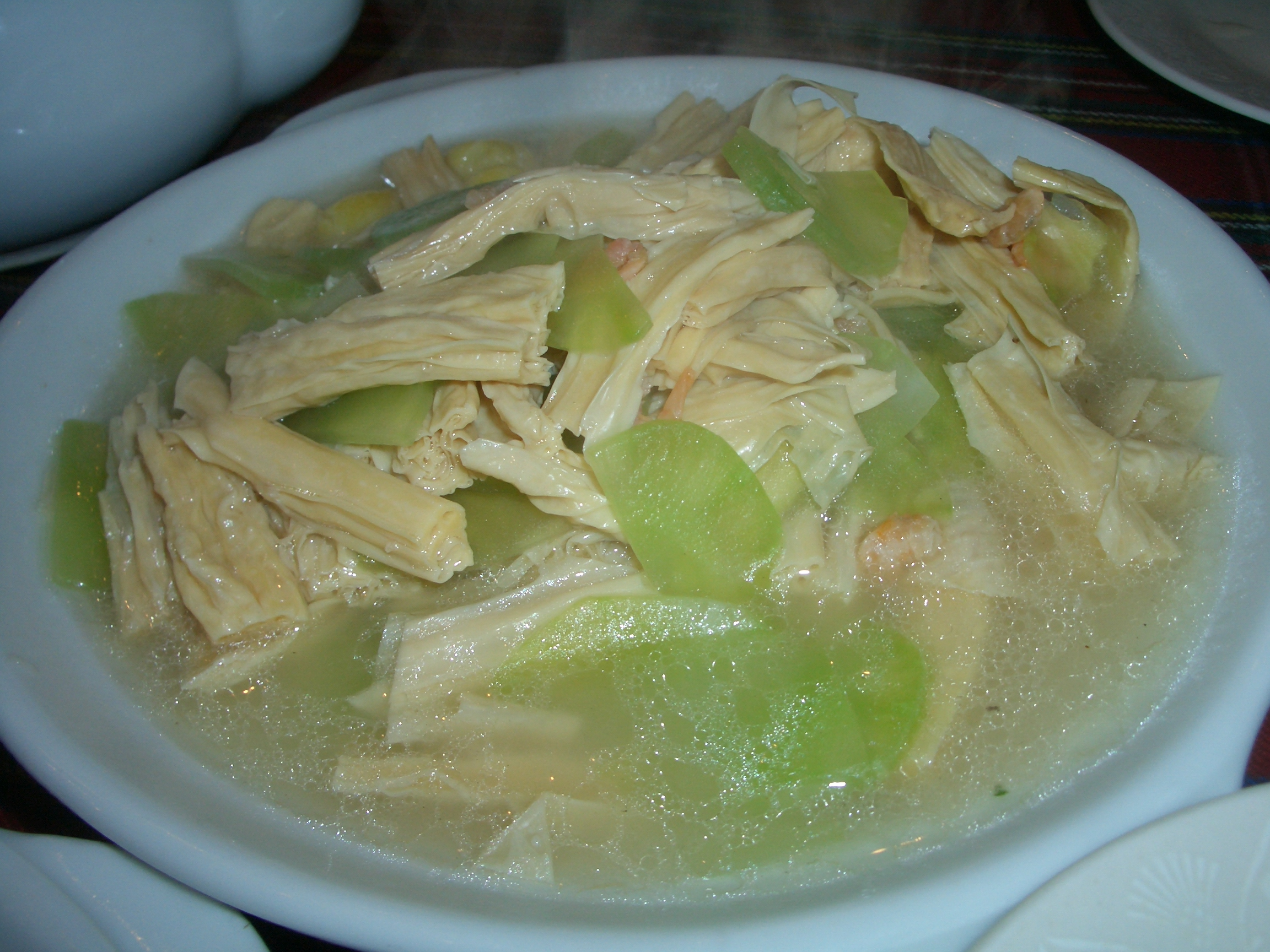
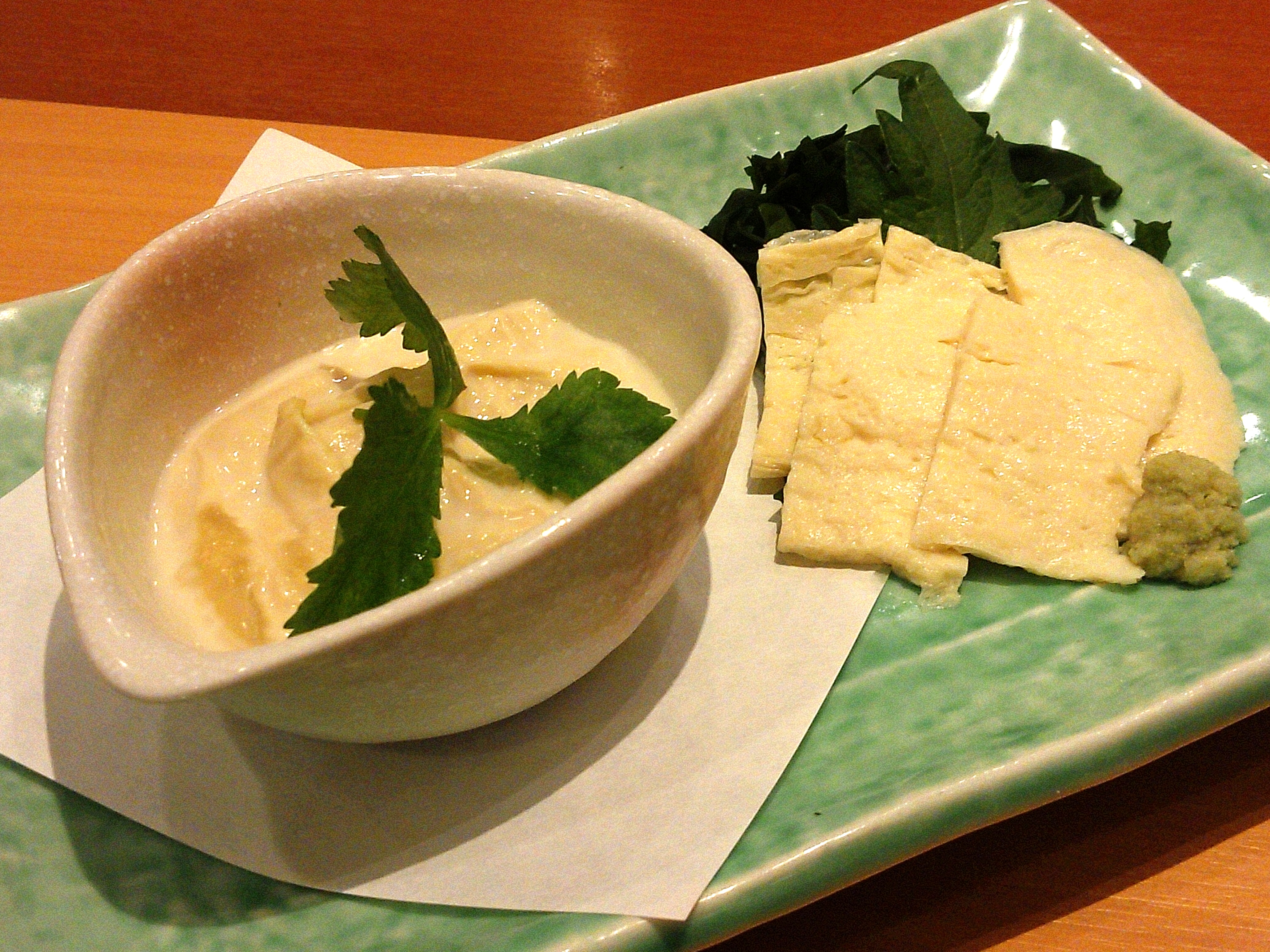

## Liên kết
- The Daily English Show, Show 144 Sunday 24 September trên YouTube
- Ellen's Kitchen - glossary of soy related terms
- History of Yuba